# Rutiderma exrex
Rutiderma exrex is een mosselkreeftjessoort uit de familie van de Rutidermatidae. De wetenschappelijke naam van de soort is voor het eerst geldig gepubliceerd in 1998 door Kornicker in Kornicker & Thomassin.